# グリーン・リヴァー
グリーン・リヴァー (Green River) は、アメリカのバンド。1984年にワシントン州シアトルにて結成され1988年まで活動していたバンドで後にグランジとして1990年代前半のアメリカで大流行するジャンルの先駆者として知られる。メンバーの内ストーン・ゴッサード、ジェフ・アメンはパール・ジャム、マーク・アームとスティーヴ・ターナーはマッドハニーというグランジシーンの中で重要な役割を果たすバンドを構成することとなる。
2008年に再結成し、いくつかのライブを行なっている。

## 歴史
1984年、ヴォーカル兼ギターのマーク・アーム、ギターのスティーヴ・ターナー、ドラムのアレックス・ヴィンセント、ベースのジェフ・アメンらによって結成される。バンド名である「グリーン・リヴァー」は、同名の渾名で知られるアメリカの連続殺人犯ゲイリー・リッジウェイに由来し、結成後に名付けられた。
バンド結成後しばらくは、シアトル周辺でライブを中心に活動していたが、1984年12月に最初の作品となるEP『カム・オン・ダウン 』の制作を開始。1985年の初めにはレコーディングを終え、同年5月に発売する。しかしこの頃、ターナーがバンドのヘヴィメタル的な音楽性、趣味を嫌い脱退。代わりにブルース・フェアウェザーが加入する。
1986年の3月、後にシアトル・サウンドなどと呼ばれグランジシーンで大きな影響力を持つようになるサウンドガーデンやメルヴィンズ等と共に参加したコンピレーションアルバム『ディープ・シックス』がC/Z Recordsよりリリース。この頃から太平洋岸北西部を中心にしてライブ活動を再開。着実に人気を得ていった。
1986年6月、二枚目となるEP『ドライ・アズ・ア・ボーン』の制作を開始。プロデューサーにジャック・エンディーノを迎え、レーベルもホームステッドからブルース・パビットの新しいレーベルサブ・ポップに移籍。新体制の下制作されることとなったが、パビットに年内にこのEPを発売する余裕がなく、発売は延期。地元のレーベルから発売したシングル『トゥゲザー・ウィール・ネヴァー』をはさみつつ、最終的に録音から丁度一年経た1987年7月に発売した。
『ドライ・アズ・ア・ボーン』は、サブ・ポップに「世代の文化的な差を駆逐し、グランジというジャンルを越えた」と宣伝され、『オールミュージック』誌のスティーヴ・ヒューイは「グリーン・リヴァーの最高且つ個性的なリリースで、彼らの淫らさを完成させ、1970年代のハードロックとポスト・ハードコア・パンクの騒々しい結晶」と評された。
『ドライ・アズ・ア・ボーンリリース』から間を置かず、より多くの曲を含むアルバムである『リーハブ・ドール』の制作にとりかかった。この頃になるとバンドはシアトルのグランジシーンにおいて中心的なバンドとなっており、順調に活動していると思われたが、メジャーレーベルへの移籍を望むアメンとゴッサード、インディーズへ留まることを望むマークら他のメンバーにとの間に内部抗争が発生していた。マークは、アメンとゴッサードの二人が出世を考え過ぎるあまり商業主義に走り過ぎていると見ていた。
1987年10月になると内部抗争は発展。ロサンゼルスでのライブではアメンが他のメンバーへ知らせることなくメジャーレーベルの関係者達を大量に客として招ねき、代わりにバンドの友人達が犠牲にされたにもかかわらず関係者は二人しか姿を現さなかった。同月31日、アメン、ゴッサード、フェアウェザーらは『リーハブ・ドール』を3ヶ月以にリリースすることに合意したが、バンドを去りたいと言明し、グリーン・リヴァーの解散が決定した。
解散後の1988年6月、『リーハブ・ドール』が発売された。『オールミュージック』誌のネッド・ラゲットは、このアルバムを「グランジファン層とメタル層の間のファン層を掴んだアルバム」と評した。

### 再結成
1990年11月30日に行われたパール・ジャムのコンサートの最中に一時的に再結成。
2008年にはアメン、アーム、ターナー、ヴィンセント、ゴッサードが集まり再結成。4回のライブが行われた。最初のライブはリハビリとして2008年7月10日にシアトルのサンセット・タヴァーンで開催。次で7月13日マーリープーア・パークでサブ・ポップ発足20周年を記念し行われ、オレゴン州ポートランドにて2008年11月28日、翌日にスーパーサッカーズの結成20周年ライブに出演した。
また、2009年5月22日と23日には、メルヴィンズの結成25周年ライブに出演している。

## 作品

### スタジオアルバム
| 年   | アルバム情報                                                                                         |
| ---- | --- |
| 1988 | リーハブ・ドール - REHAB DOLL - リリース:1988年6月 - レーベル: サブ・ポップ (SP-15) - 形式: CD, LP盤 |

### コンピレーションアルバム
| 年   | アルバム情報                                                                                         |
| ---- | --- |
| 1990 | ドライ・アズ・ア・ボーン - DRY AS A BONE - リリース: 1990年9月13日 - レーベル: サブ・ポップ (SP-11b) |

### EP
| 年   | アルバム情報                                                                                              |
| ---- | --- |
| 1985 | カム・オン・ダウン - COME ON DOWN - リリース: 1985年5月 - レーベル: ホームステッド (031) - 形式: CD, LP盤 |

| 年   | アルバム情報                                                                                                   |
| ---- | --- |
| 1987 | ドライ・アズ・ア・ボーン - DRY AS A BONE - リリース: 1987年7月 - レーベル: サブ・ポップ (031) - 形式: CD, LP盤 |